# لافاسوفت
لافاسوفت (بالإنجليزية: Lavasoft)‏ هو شركة تطوير برمجيات تنتج برامج للكشف عن برامج التجسس والبرامج الخبيثة، بما في برامج أدوير (Ad‐Aware).

## وصلات خارجية
- الموقع الرسمي
- مدونة لافاسوفت الرسمية  (جوال)

- مركز الدعم